# Christian Conrad Sophus Danneskiold-Samsøe

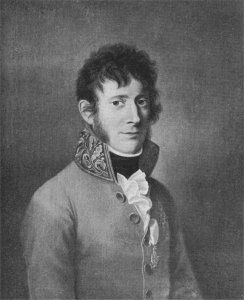
Christian Conrad Sophus Danneskiold-Samsøe

Lehnsgraf Christian Conrad Sophus Danneskiold-Samsøe (* 11. Juni 1774 in Samsø; † 6. Juni 1823 in Gisselfeld bei Haslev) war ein dänischer Adliger, Magistrat, Bezirkshauptmann und Geheimer Konferenzrat.

## Leben
Seine Eltern waren der Geheime Rat, Kammerherr und Generalpostmeister Friedrich Christian Lehnsgraf Danneskiold-Samsøe (1722–1778) und dessen zweite Ehefrau Friederike Louise geb. von Kleist (1747–1814). Die Familie geht auf Graf Christian Gyldenløve (1674–1703), einen unehelichen Sohn des dänischen Königs Christian V. und dessen Mätresse Sophie Amalie Moth, zurück. Im Alter von vier Jahren verlor er seinen Vater und seine Mutter führte zunächst die Oberdirektion des adligen Frauenklosters Gisselfeld bei Haslev auf der Insel Seeland fort. Seine Erziehung übernahm der Priester Christian Andersen Lund.
1792 wurde in den Klostervorstand aufgenommen. Er erhielt das Amt des Kreisrates von Samsøe und übernahm 1808 die Funktion des Bezirkshauptmannes von Præstø. Auf seine Initiative erfolgte 1810 der Bau des sogenannten Danneskiold-Kanals. Das Projekt, das der Förderung des Holztransportes galt, wurde 1814 vollendet. 1815 wurde er zum geheimen Konferenzrat ernannt. Bis 1821 erließ er ein Gesetz das auch Bürgerlichen die Aufnahme in das Frauenkloster Gisselfeld ermöglichte. Des Weiteren plante er in Holmegaard den Bau einer Glashütte, deren Gründung erst nach seinem Tode 1825 erfolgte.
Er starb 1823 im Alter von 49 Jahren und wurde in Gisselfeld bestattet. Nach seinem Tode führte seine Witwe die Direktion und Güterverwaltung fort.

## Familie

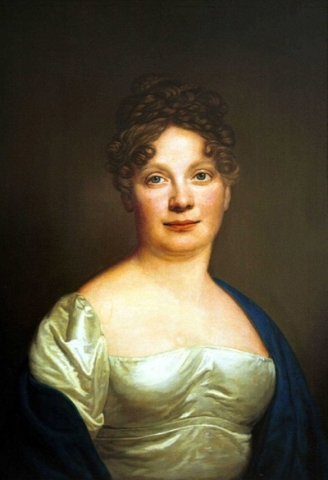
Johanne Henriette Valentine geb. Kaas

Christian Conrad Sophus Danneskiold-Samsøe vermählte sich 1795 mit Johanne Henriette Valentine Kaas (1776–1843). Aus der Ehe gingen folgende Kinder hervor:
- Louise Sophie (1796–1867) ⚭ Christian August Herzog von Schleswig-Holstein-Sonderburg-Augustenburg
- Friedrich Christian (1798–1869)
- Christian Conrad Sophus (1800–1886)
- Sophus (1804–1894)
- Henriette (1806–1858) ⚭ Friedrich Emil August Prinz von Schleswig-Holstein-Sonderburg-Augustenburg
- Christiane (1809–1873) ⚭ Graf Gustav Holck-Winterfeldt

## Auszeichnungen
- 1808 Großkreuz des Dannebrogordens